# Bagremovo
Bagremovo (cyr. Багремово) – wieś w Serbii, w Wojwodinie, w okręgu północnobackim, w gminie Bačka Topola. W 2011 roku liczyła 151 mieszkańców.